# بي سي إس إكس
بي سي إس إكس (بالإنجليزية: PCSX) هو محاكٍ لنظام بلاي ستيشن يعمل على ويندوز و‌ماك أو إس و‌لينكس، المحاكي متاح تحت ترخيص ر.ج.ع.
آخر إصدار هو 1.5 وقد صدر بتاريخ 12 مايو 2013.

## الوصلات الخارجية
- قائمة محاكيات بلاي ستيشن في ويكيبيديا الإنجليزية. (بالإنجليزية)

http://www.pcsx.net/